# Saint-Chartier
Saint-Chartier là một xã ở tỉnh Indre khu vực trung bộ Pháp. Xã này có diện tích 27,7 km², dân số thời điểm năm 1999 là 540 người. Khu vực này có độ cao trung bình 187 mét trên mực nước biển.